# Dubai World
Dubai World (em árabe: دبي العالمية) é uma empresa de investimentos que gerencia e supervisiona um portfólio de negócios e projetos para o Governo de Dubai em uma ampla gama de segmentos da indústria e projetos que promovem Dubai como um centro de comércio. Como subsidiária da Dubai Inc., é o porta-bandeira do emirado em investimentos globais e tem um papel central na direção da economia de Dubai. Entre os ativos estão a DP World, que causou considerável controvérsia ao tentar adquirir seis portos nos EUA, a Nakheel, que construiu os empreendimentos The Palm Islands e The World, e a Istithmar World, sua empresa de investimentos. É presidido por Ahmed bin Saeed Al Maktoum.

## História
A Dubai World foi estabelecida sob um decreto ratificado em 2 de março de 2006 pelo xeique Mohammed bin Rashid Al Maktoum, governante de Dubai. Ele também é o acionista majoritário da Dubai World. Em 2 de julho de 2006, foi lançada como uma holding com mais de 50.000 funcionários em mais de 100 cidades em todo o mundo. O grupo agora tem amplos investimentos imobiliários nos Estados Unidos, no Reino Unido e na África do Sul. A Dubai World ganhou as manchetes em março de 2008, depois que seu presidente, o sultão Ahmed bin Sulayem, ameaçou tirar o dinheiro do fundo da Europa.  As ameaças do Dubai World vieram logo depois que a União Européia tentou estabelecer "um conjunto de princípios de transparência, previsibilidade e responsabilidade" para os fundos soberanos. 
Em 26 de novembro de 2009, a Dubai World propôs adiar o pagamento de sua dívida , o que elevou o risco do maior calote do governo desde a reestruturação da dívida argentina em 2001. Dubai World, o veículo de investimento do emirado, pediu para adiar por seis meses o pagamento de US$ 26 bilhões em dívidas.    A extensão da dívida abalou muitos mercados, fazendo com que muitos índices caíssem; incluindo os preços do petróleo. As ações dos EUA caíram drasticamente, mas se recuperaram de suas baixas, com os investidores concluindo que os danos poderiam estar contidos. A média industrial do Dow Jones perdeu cerca de 155 pontos, ou cerca de 1,5%, em um dia de negociação encurtado, e outras médias de ações também caíram. Os preços do petróleo caíram até 7% antes de recuperar no final do dia.
Em 12 de dezembro de 2010, Dubai nomeou o xeique Ahmed bin Saeed Al Maktoum, chefe da companhia aérea Emirates e tio do governante do estado, como presidente do conselho da Dubai World em um conselho reformulado um ano após a empresa ter dito que suspenderia o pagamento de empréstimos. Ahmed bin Saeed substituiu Sultan Ahmed bin Sulayem .
Andrew (Andy) Watson, atua como diretor administrativo da Dubai World desde julho de 2011.
Em 29 de janeiro de 2013, a Drydocks World assinou um memorando de entendimento para uma parceria de joint venture de US$ 2,5 bilhões com a Indonésia para desenvolver um cluster marítimo no país asiático que serviria, entre outros, à indústria petroquímica.
A Dubai World anunciou em 20 de maio de 2010 que chegou a um acordo "em princípio" com a maioria de seus bancos para reestruturar dívidas no valor de US $ 23,5 bilhões (£ 16,4 bilhões). Ficaria com dívidas de US $ 14,4 bilhões após a reestruturação. Mas o acordo ainda precisa ser aprovado por outros bancos que não participaram das negociações. Os termos da reestruturação incluem a conversão de US $ 8,9 bilhões em dívida do governo em ações. O governo de Dubai e a Dubai World apresentaram essa oferta aos bancos em março de 2010, após três meses de negociações.

## Empresas gerenciadas
- DP World

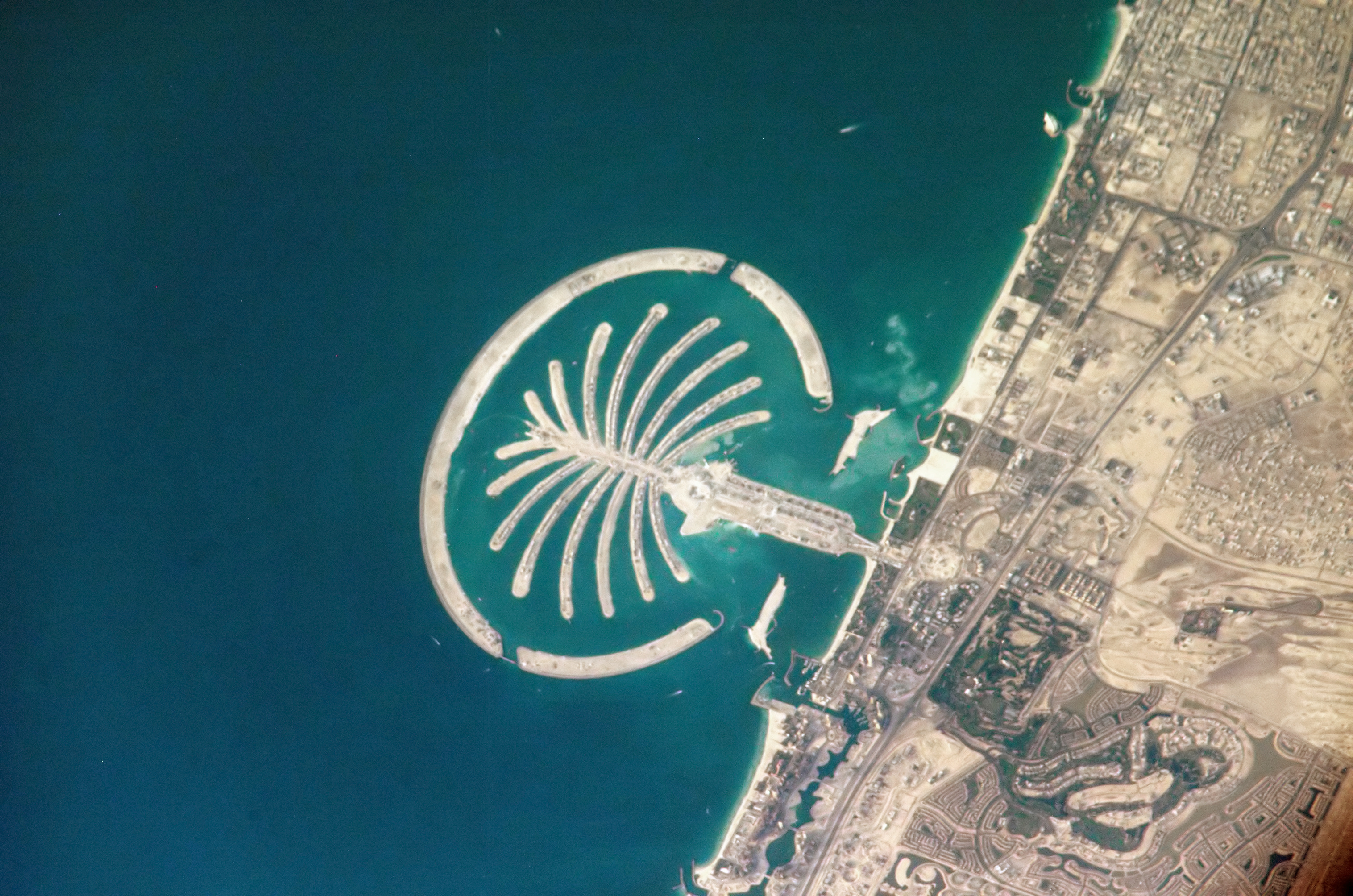
A ilha artificia Palm Jumeirah, vista da Estação Espacial Internacional em 2005.

- Economic Zones World, a empresa controladora da Zona Franca de Jebel Ali
- Dubai Drydocks
- Dubai Maritime City
- Istithmar World
- Infinity World Development